# Biografski roman
Biografski roman je tip zgodovinskega romana, ki prikazuje življenje pomembne zgodovinske osebe. Samostojni žanr pa postane, kadar se loteva sodobnih osebnosti.

## Slovenski biografski roman
Za prvi slovenski biografski roman velja delo Jurija Vege, in sicer Od pluga do krone (1891), izraz biografski roman se je najprej pojavil šele leta 1907. Sprva so ga skušali sloveniti z življenjski roman ali življenjepisni roman (v zvezi z romani Stefana Zweiga).
Z oznako biografski roman so označena besedila, ki najpogosteje obravnavajo osebnosti 19. stoletja. Slaba polovica od tega so biografije umetnikov in pesnikov, sledijo kulturnozgodovinske osebnosti, znameniti roparji oziroma rokovnjači, cerkvene in vojaške osebnosti. Zgodbe iz življenja znamenitih Slovencev ohranjajo in utrjujejo njihov sloves, zraven pa skušajo popularizirati tiste osebnosti in poglavja iz slovenska zgodovine, ki jih  uradno zgodovinopisje ni dovolj poudarilo.

## Začetki
Seznam slovenskih zgodovinskih povesti se začne z biografsko pripovedjo. O literariziranem življenjepisu znamenitega domačina govorimo že leta 1845, ko je Franc Malavašič napisal povest Erazem iz Jame. Naslovna oseba Erazem Lueger je bil sprva v dvorski službi cesarja Friderika III. V dvoboju je ubil grofa Papenheima in bil zato obsojen na smrt. Pobegnil je na svoj v skalo zidani grad v Predjami pri Postojni in dolgo zdržal obleganje svojega sorodnika, tržaškega glavarja Gašperja Ravbarja, ki ga je imel nalogo izročiti sodbi. Oblegovalce, ki so ga hoteli izstradati, je držal tako, da jim je po vrvi spustil celo pečenega vola in sveže sadje – grad je imel po zaslugi kraškega terena skrivni podzemski izhod na Vipavsko. Pokončali so ga s šestimi topovi na stranišču, potem ko ga je izdal neki tujec. Knjižica je doživela več izdaj. Ciril Gale je o njem napravil strip, leta 1978 je Saša Vuga napisal obsežen roman v treh delih, ki tematizira življenje zadnjega kranjskega roparskega viteza.
Zgodovina biografskega romana jasno izpričuje, da so bile življenjepisa vredne le pomembne osebnosti.

## Temeljni kriteriji biografskega romana
- Naslov

Kot glavni naslov nastopa polno ime biografiranca, kar pa je na področju biografskega romana na Slovenskem razmeroma redko, kajti to je značilno za znanstvene biografije.
- Avtentičnost/verodostojnost

"Pravi" biografski romani temeljijo na zgodovinskem gradivu, vendar je zanje bolj kot težnja po avtentičnosti značilna skepsa do uveljavljenih zgodovinskih sintez ter sproščenost in kreativnost v odnosu do zgodovinskih likov.
- Resnica/izmišljija

Če se zavedamo, da pisec biografskih romanov gradi svojo pripoved na konkretnih podatkih, na neki zgodovinsko izpričani "resnici", se moramo zavedati tudi popolnoma subjektivnega izbora teh informacij in njihovega interpretiranja, čemur se pridružijo tudi njegova domišljija in kreativna moč.
Resnica je ena sama in naloga avtorja je, da jo sporoči bralcem.
- Zasebna/javna sfera

Če upoštevamo eno temeljnih določil romanov, po katerem mora v njem prevladovati zasebna sfera, potem moramo tudi od biografskega romana zahtevati več zasebnosti - tudi pri opisovanju ljudi iz daljne preteklosti. Tako je Roman o Prešernu Ilke Vaštetove, ki bi ga lahko označili za klasičen biografski roman, poln anekdot, zabavnih domislic in zbadljivih pogovorov.
"Prave" biografske romane odlikuje bolj odprto, nedorečeno, spontano pripovedovanje, avtor je manj zavezan edino veljavni resnici in ponuja včasih tudi več možnosti iste resnice; njegova domišljija ima svobodnejša krila, v ospredju je estetska razsežnost, v svojih delih pa predstavlja biografiranca tudi v čisto zasebni sferi, ne samo kot junaka ali narodnega heroja, temveč tudi kot človeka, prijatelja in ljubimca.

## Junaki
Junakom na začetku slovenske pripovedne proze je skupen nesporazum z oblastjo. Puntarski je tudi Erazem, junak prvega slovenskega zgodovinskega romana, Jurčičevega Erazma Tatenbaha iz leta 1873.

## Biografija kot polliterarna vrsta
Vojaške biografije: Jakob Alešovec, Cesar Maksimilijan in Mehika, 1868; Filip Haderlap, Nikolaj Zrinjski, 1883, 1903; Fran Nedeljko, Močni baron Ravbar, 1886, 1897; Ivan Molek, General Laudon, 1886, 1908; Fran Nedeljko, Viljem baron Tagetthoff, zmagovalec na morju leta 1866, 1900; Fran Nedeljko, Feldmaršal grof Radecki, 1894, 1902.
V počastitve na monarhove okrogle rojstne dneve je izšlo veliko vladarskih biografij, ki so bile večinoma o cesarju Francu Jožefu in Elizabeti.

## Avtorji
Prva predstavnica biografskega romana, z najobsežnejšim volumnom tega žanrskega tipa, je Mimi Malenšek. Avtor z največjim številom literariziranih biografij je Ivan Sivec, ki je tudi sicer eden najplodnejših slovenskih pisateljev. Med njegovimi sedemnajstimi zgodovinskimi povestimi samo ena ali dve nista biografske narave. Sistematično se je lotil življenjepisa slovenskih zgodovinskih osebnosti: klerikov, vojskovodij, pesnikov in pisateljev (in njihovih žensk), likovnih in glasbenih umetnikov, svetnikov, roparjev in pustolovcev. Nekaj Sivčevih biografskih romanov: Brodnikova oporoka, Julija iz Sonetnega venca, Kamen nad gladino ...

## Biografski romani

### Pesniške in pisateljske biografije
- Valentinu Staniču: Joža Lovrenčič, Cerovškov gospod, 1924;
- Francetu Prešernu: Anton Slodnjak, Neiztrohnjeno srce, 1938; Ilka Vašte, Roman o Prešernu, 1937; Mimi Malenšek, Pesnikov nokturno, 1992; Ivan Sivec, Ribičev dohtar, 2008;
- Franu Levstiku: Anton Slodnjak, Pogine naj, pes!, 1946; Fran Albreht, Zadnja pravda, 1934;
- Janezu Ciglerju: Ivan Sivec, Povest o Janezovi sreči, 2002;
- Janezu Trdini: Ilka Vašte, Izobčenec, 1960;
- Simonu Jenku: Ivan Pregelj, Šmonca, 1924;
- Josipu Jurčiču: Jože Pahor, Pot desetega brata, 1951;
- Simonu Gregorčiču: Ivan Sivec, Biseri bolečine, 1996;
- Antonu Aškercu: Ivan Sivec, Brodnikova oporoka, 2006,
- Dragotinu Ketteju: Silvo Fatur, Oče in sin, 2005;
- Josipu Murnu: Mimi Malenšek, Pojoči labodi, 1970;
- Rudolfu Maistru: Jože Hudales, Orel z razprtimi krili, 1974 in General, 1981.

### Biografije modernistov
- Ivanu Cankarju: Anton Slodnjak, Tujec, 1976;
- Slavku Grumu: Milan Dekleva, Zmagoslavje podgan, 2005.

### Biografije glasbenikov
- Jakobu Gallusu: Mimi Malenšek, Poslušaj, zemlja, 1968;
- Jakobu Aljažu: Ivan Sivec, Triglavski kralj, 1994.

### Biografije o slikarjih, kiparjih in arhitektih
- Jožefu Petkovšku: Marijan Marolt, 1975;
- Maksimu Gaspariju: Ivan Sivec, 2007;
- Francescu Robbi: Ilka Vašte, Umirajoče duše, 1929;
- Jožefu Plečniku: Ivan Sivec, Mojster nebeške lepote, 2001;
- Jožetu Peternelju - Mausarju: Ivan Sivec, Umetnik z mehko dušo, 1999.

### Biografije kulturnozgodovinskih osebnosti
- Janezu Vajkardu Valvasorju:  Ilka Vašte, Vražje dekle, 1933; Tita Kovač, Spomini barona Valvasorja, 1973;
- Juriju Vegi: Jakob Bedenek, Od pluga do krone, 1891;
- Žigi Zoisu: Tita Kovač, Najbogatejši Kranjec, 1979;
- Antonu Janši: Mimi Malenšek, Zlati roj, 1988;
- Jerneju Kopitarju: Ivan Sivec, Kamen  nad gladino, 2007.
- Janezu Bleiweisu: Tita Kovač, 1990.

### Biografije klerikov
- Eneju Silviju Piccolominiju: Alojz Rebula, Zeleno izgnanstvo, 1981;
- Primožu Trubarju: Josip Lavtižar, 1935, Mimi Malenšek, Plamenica, 1957;
- Jerneju Knaflju: Ivan Pregelj, Bogovec Jernej, 1923;
- Tomažu Hrenu: Mimi Malenšek, Inkvizitor, 1964;
- Petru Pavlu Glavarju: Ivan Pregelj, 1922, Ivan Sivec, In večno bodo cvetele lipe, 1991;
- Antonu Martinu Slomšku: Bernard Ambrožič, Tonče s Sloma, 1954; Franc Hrastelj, Otrok luči, 1999;
- Frideriku Baragi: Karel Mauser, Le eno je potrebno, 1981;
- Antonu Volku: Frančišek Jerant, Goreči škof, 2008.

### Biografije žensk velikih mož
- Prešernovi Juliji: Ivan Sivec, 2006;
- Gregorčičevi Dragojili: Ivan Sivec, Planinska roža, 2004;
- Kajuhovi Mariji: Ivan Sivec, Moji edini, ko jo ljubim, 2008;
- Napoleonovi zadnji ženski: Bogdan Novak, Pasja grofica, 2006;
- Marici Nadlišek: Evelina Umek, Po sledeh fate morgane, 2008.